# ويليام لونغشامب
ويليام لونغشامب (المتوفي في عام 1197 م) هو مستشار ملكي ورئيس قضاة وأسقف مدينة إيلي في العصور الوسطى في إنجلترا.
ولد لونغشامب لعائلة متواضعة في النورماندي. بدأ حياته بخدمة ابن غير شرعي للملك هنري الثاني ملك إنجلترا، ثم انتقل بسرعة لخدمة ريتشارد قلب الأسد. عندما أصبح ريتشارد ملكًا عام 1189، دفع لونغشامب 3,000 جنيه استرليني للحصول على منصب المستشار، ثم أصبح بعد ذلك أسقف لمدينة إيلي، وعين مندوبًا بابويًا من قبل البابا.
تولى لونغشامب حكم إنجلترا في غياب ريتشارد أثناء الحملة الصليبية الثالثة، لكنه واجه تحديًا لسلطاته من قبل شقيق ريتشارد جون، الذي نجح في نهاية المطاف في إقصاء لونغشامب بعيدًا عن السلطة في إنجلترا. توترت علاقات لونغشامب مع غيره من النبلاء الإنجليز أيضًا، الذين ساهموا في طلب نفيه. وبعد فترة وجيزة من رحيله عن إنجلترا، أُسر ريتشارد في رحلة عودته إلى إنجلترا من الحملة الصليبية، وطلب الإمبراطور هنري السادس فدية لإطلاقه. سافر لونغشامب إلى ألمانيا للمساعدة في التفاوض على إطلاق ريتشارد. وعلى الرغم من أن لونغشامب استعاد منصبه كمستشار بعد عودة ريتشارد إلى إنجلترا، إلا أنه خسر معظم سلطاته السابقة.
اكتسب لونغشامب قدرًا كبيرًا من عداء معاصريه خلال مسيرته، لكنه احتفظ بثقة ريتشارد، وظل يعمل لديه حتى وفاته عام 1197. وقد كتب مخطوطة في القانون، ظلت معروفة طوال العصور الوسطى اللاحقة.